# Yves Edwards
Yves Ed'duvill Edwards (Nassau, 30 de setembro de 1976) é um ex-lutador profissional de artes marciais mistas bahamense, competia no Peso Leve. Mas já lutou também nas promoções do Ultimate Fighting Championship, PRIDE, WEC, Strikeforce, Bellator e EliteXC.

## Background
Edwards nasceu na ilha de New Providence nas Bahamas e se mudou para o Texas quando tinha 15 anos.

### Background nas Artes Marciais e treinamento
Edwards começou a treinar caratê em sua juventude, passando para o kung fu antes de entrar nas artes marciais mistas. Isso também o levou ao Muay Thai a fim de melhorar sua trocação.
Como muitos artistas marciais aspirantes, Edwards cita os filmes de Hong Kong como influência:
"Eu sempre gostei dos velhos filmes de Hong Kong, e eu era um grande fã de quadrinhos: você conhece os super-heróis, eles eram sempre grande em minha mente. Qualquer coisa que vai me fazer fisicamente melhor do que a pessoa média, e ensina-me a fazer coisas que uma pessoa comum não pode fazer, eu era jogo para ele."
Com sede em Houston desde a adolescência, Edwards diz que ele aprendeu algumas técnicas de grappling em uma viagem de volta às Bahamas aos 17 anos, embora "não era tão técnico como deveria ser, mas foi melhor do que não ter aprendido nada."
Ele é um lutador completo, com um bom boxe, tendo também treinado com Lewis Wood, 6° colocado peso pena da WBA. Isso é um adicional em sua  experiência no Muay Thai e Jiu Jitsu Brasileiro.
No UFC 49, Edwards nocauteou Josh Thomson com um espetacular chute na cabeça voador. Após a luta, o comentarista Mike Goldberg anouniou: "Eu vou dizer agora, esse chute substituiu o de Pete Williams em Mark Coleman como maior nocaute com chute na cabeça na história do UFC."
Yves perdeu para o campeão Peso Leve do EliteXC K.J. Noons por nocaute no primeiro round em Junho de 2008, e perdeu por decisão unânime para Duane Ludwig no Strikeforce: Destruction.
Ele se recuperou com uma vitória por finalização sobre James Warfield em Setembro de 2009, e depois derrotou Kyle Jensen por nocaute técnico no primeiro round. Yves consecutivamente em Fevereiro venceu com impressionante nocaute técnico contra o veterano do UFC Derrick Noble.

### Retorno ao UFC
Edwards retornou ao UFC contra John Gunderson em 15 de Setembro de 2010 no UFC Fight Night 22, substituindo Efrain Escudero que foi promovido ao card principal. Ele venceu a luta por decisão unânime.
Edwards era esperado para enfrentar Melvin Guillard em 22 de Janeiro de 2011, no UFC Fight Night 23, mas Guillard foi promovido ao evento principal contra Evan Dunham após Kenny Florian ser forçado a se retirar do card com uma lesão. Edwards então enfrentou o substituto Cody McKenzie no card, e venceu por finalização com um mata leão no segundo round, ganhando o prêmio de Luta da Noite e Finalização da Noite.
Edwards enfrentou Sam Stout em 11 de Junho de 2011 no UFC 131 e foi nocauteado por um overhand de esquerda aos 3:52 do primeiro round.
Edwards derrotou Rafaello Oliveira por nocaute técnico no segundo round em 1 de Outubro de 2011 no UFC Live: Cruz vs. Johnson.
Edwards enfrentou Tony Ferguson em 3 de Dezembro de 2011 no The Ultimate Fighter 14 Finale. Edwards perdeu por decisão unânime para Ferguson em uma luta lá e cá.
Edwards era esperado para enfrentar Donald Cerrone no UFC on Fuel TV: Korean Zombie vs. Poirier em 15 de Maio de 2012. Porém, Edwards foi forçado a se retirar da luta com uma lesão e foi substituído por Jeremy Stephens.
Edwards era esperado para enfrentar Jeremy Stephens em 5 de Outubro de 2012 no UFC on FX: Browne vs. Pezão. Porém, a luta foi cancelada devido à Stephens ser preso no dia do evento por uma acusação de agressão ocorrida em 2011. A luta foi eventualmente remarcada para o 8 de Dezembro de 2012 no UFC on Fox: Henderson vs. Diaz. Edwards venceu por nocaute no primeiro round, tornando-se a parar Stephens com golpes.
Edwards enfrentou o estreante promocional Isaac Vallie-Flagg em 2 de Fevereiro de 2013 no UFC 156. Ele perdeu a luta por decisão dividida.
Edwards era esperado para enfrentar Spencer Fisher em 27 de Julho de 2013 no UFC on Fox: Johnson vs. Moraga. Porém, em 11 de Julho, Fisher foi removido do card devido à uma lesão e foi substituído por Daron Cruickshank. Ele perdeu a luta por decisão dividida.
Ele amargou sua terceira derrota consecutiva ao perder para Yancy Medeiros por nocaute em 6 de Novembro de 2013 no UFC: Fight for the Troops 3. Porém, Medeiros foi pego no exame antidoping e a luta foi mudada para Sem Resultado.
Edwards era esperado para enfrentar o polonês Piotr Hallmann em 24 de Maio de 2014 no UFC 173. Porém, a luta foi movida para 7 de Junho de 2014 no UFC Fight Night: Henderson vs. Khabilov. Ele perdeu por finalização no terceiro round.
Yves enfrentou o mexicano Akbarh Arreola em 22 de Novembro de 2014 no UFC Fight Night: Edgar vs. Swanson e foi derrotado por finalização no primeiro round.

## Aposentadoria
Com a sequência negativa de derrotas, Edwards anunciou em 30/11/2014 sua aposentadoria oficial do MMA, com mais de 17 anos de carreira.

## Campeonatos e realizações
- Ultimate Fighting Championship
  - Luta da Noite (Duas vezes)
  - Nocaute da Noite (Uma vez)
  - Finalização da Noite (Uma vez)

## Cartel no MMA
| Cartel no MMA   |             |             |
| 66 lutas        | 42 vitórias | 22 derrotas |
| Por nocaute     | 16          | 4           |
| Por finalização | 17          | 6           |
| Por decisão     | 9           | 12          |
| Empates         | 1           | 1           |
| No contest      | 1           | 1           |

| Res.    | Cartel      | Oponente              | Método                                     | Evento                                          | Data       | Round | Tempo | Local                       | Notas                                                             |
| ------- | ----------- | --------------------- | ------------------------------------------ | ----------------------------------------------- | ---------- | ----- | ----- | --------------------------- | ----------------------------------------------------------------- |
| Derrota | 42-22-1 (1) | Akbarh Arreola        | Finalização (chave de braço)               | UFC Fight Night: Edgar vs. Swanson              | 22/11/2014 | 1     | 1:52  | Austin, Texas               |                                                                   |
| Derrota | 42-21-1 (1) | Piotr Hallmann        | Finalização (mata leão)                    | UFC Fight Night: Henderson vs. Khabilov         | 07/06/2014 | 3     | 2:32  | Albuquerque, New Mexico     |                                                                   |
| NC      | 42-20-1 (1) | Yancy Medeiros        | Sem Resultado (mudado)                     | UFC: Fight for the Troops 3                     | 06/11/2013 | 1     | 2:47  | Fort Campbell, Kentucky     | Originalmente derrota por nocaute; Medeiros falhou no antidoping. |
| Derrota | 42-20-1     | Daron Cruickshank     | Decisão (dividida)                         | UFC on Fox: Johnson vs. Moraga                  | 27/07/2013 | 3     | 5:00  | Seattle, Washington         |                                                                   |
| Derrota | 42-19-1     | Isaac Vallie-Flagg    | Decisão (dividida)                         | UFC 156                                         | 02/02/2013 | 3     | 5:00  | Paradise, Nevada            |                                                                   |
| Vitória | 42-18-1     | Jeremy Stephens       | KO (socos & cotoveladas)                   | UFC on Fox: Henderson vs. Diaz                  | 08/12/2012 | 1     | 1:55  | Seattle, Washington         | Nocaute da Noite                                                  |
| Derrota | 41-18-1     | Tony Ferguson         | Decisão (unânime)                          | The Ultimate Fighter 14 Finale                  | 03/12/2011 | 3     | 5:00  | Las Vegas, Nevada           |                                                                   |
| Vitória | 41-17-1     | Rafaello Oliveira     | TKO (chute na cabeça & socos)              | UFC Live: Cruz vs. Johnson                      | 01/10/2011 | 2     | 2:44  | Washington, D.C.            |                                                                   |
| Derrota | 40-17-1     | Sam Stout             | KO (soco)                                  | UFC 131                                         | 11/06/2011 | 1     | 3:52  | Vancouver, British Columbia |                                                                   |
| Vitória | 40-16-1     | Cody McKenzie         | Finalização Técnica (mata leão)            | UFC: Fight for the Troops 2                     | 22/01/2011 | 2     | 4:33  | Fort Hood, Texas            | Luta da Noite, Finalização da Noite                               |
| Vitória | 39-16-1     | John Gunderson        | Decisão (unânime)                          | UFC Fight Night: Marquardt vs. Palhares         | 15/09/2010 | 3     | 5:00  | Austin, Texas               |                                                                   |
| Vitória | 38-16-1     | Luis Palomino         | Decisão (unânime)                          | Bellator 24                                     | 12/08/2010 | 3     | 5:00  | Hollywood, Florida          |                                                                   |
| Derrota | 37-16-1     | Mike Campbell         | Decisão (unânime)                          | Moosin: God of Martial Arts                     | 21/05/2010 | 3     | 5:00  | Worcester, Massachusetts    |                                                                   |
| Vitória | 37-15-1     | Derrick Noble         | TKO (socos)                                | MFC 24                                          | 26/02/2010 | 1     | 4:44  | Edmonton, Alberta           |                                                                   |
| Vitória | 36-15-1     | Kyle Jensen           | TKO (socos)                                | Raging Wolf 5                                   | 10/10/2009 | 1     | 2:44  | Niagara Falls, New York     |                                                                   |
| Vitória | 35-15-1     | James Warfield        | Finalização (triângulo)                    | Shine Fights 2: American Top Team vs. The World | 04/09/2009 | 2     | 4:48  | Miami, Florida              |                                                                   |
| Derrota | 34-15-1     | Duane Ludwig          | Decisão (unânime)                          | Strikeforce: Destruction                        | 21/11/2008 | 3     | 5:00  | San Jose, California        | Peso Casado 160 lb.                                               |
| Derrota | 34-14-1     | K.J. Noons            | KO (socos & cotoveladas)                   | EliteXC: Return of the King                     | 14/06/2008 | 1     | 0:48  | Honolulu, Hawaii            | Pelo Título Peso Leve do EliteXC.                                 |
| Vitória | 34-13-1     | James Edson Berto     | KO (joelhada voadora)                      | EliteXC: Street Certified                       | 16/02/2008 | 1     | 4:56  | Miami, Florida              |                                                                   |
| Vitória | 33-13-1     | Alonzo Martinez       | Finalização (mata leão)                    | HDNet Fights: Reckless Abandon                  | 15/12/2007 | 2     | 3:04  | Dallas, Texas               |                                                                   |
| Vitória | 32-13-1     | Nick Gonzalez         | Finalização (mata leão)                    | EliteXC: Renegade                               | 10/11/2007 | 1     | 3:05  | Corpus Christi, Texas       |                                                                   |
| Derrota | 31-13-1     | Jorge Masvidal        | KO (chute na cabeça)                       | BodogFIGHT: Alvarez vs. Lee                     | 14/07/2007 | 2     | 2:19  | Trenton, New Jersey         |                                                                   |
| Derrota | 31-12-1     | Mike Brown            | Decisão (unânime)                          | BodogFIGHT: St Petersburg                       | 16/12/2006 | 3     | 5:00  | St. Petersburg              |                                                                   |
| Derrota | 31-11-1     | Joe Stevenson         | TKO (corte)                                | UFC 61                                          | 08/07/2006 | 2     | 5:00  | Las Vegas, Nevada           | Luta da Noite.                                                    |
| Vitória | 31-10-1     | Seichi Ikemoto        | Decisão (unânime)                          | Pride Bushido 10                                | 02/04/2006 | 2     | 5:00  | Tokyo                       |                                                                   |
| Derrota | 30-10-1     | Mark Hominick         | Finalização (triângulo com chave de braço) | UFC 58                                          | 04/03/2006 | 2     | 1:52  | Las Vegas, Nevada           |                                                                   |
| Derrota | 30–9–1      | Joachim Hansen        | Decisão (dividida)                         | Pride Bushido 9                                 | 25/09/2005 | 2     | 5:00  | Tokyo                       | Quartas de Final do GP de Leves do Pride de 2005                  |
| Vitória | 30–8–1      | Dokonjonosuke Mishima | Finalização (chave de braço)               | Pride Bushido 7                                 | 22/05/2005 | 1     | 4:36  | Tokyo                       |                                                                   |
| Vitória | 29–8–1      | Hermes França         | Decisão (dividida)                         | Euphoria: USA vs. World                         | 26/02/2005 | 3     | 5:00  | Atlantic City, New Jersey   |                                                                   |
| Vitória | 28–8–1      | Naoyuki Kotani        | TKO (chute na cabeça & socos)              | Euphoria: Road to the Titles                    | 15/10/2004 | 1     | 3:10  | Atlantic City, New Jersey   |                                                                   |
| Vitória | 27–8–1      | Josh Thomson          | KO (chute na cabeça voador & socos)        | UFC 49                                          | 21/08/2004 | 1     | 4:32  | Las Vegas, Nevada           |                                                                   |
| Vitória | 26–8–1      | Hermes França         | Decisão (split)                            | UFC 47                                          | 02/04/2004 | 3     | 5:00  | Las Vegas, Nevada           |                                                                   |
| Vitória | 25–8–1      | Deshaun Johnson       | Decisão (unânime)                          | WEC 9: Cold Blooded                             | 16/01/2004 | 3     | 5:00  | Lemoore, California         |                                                                   |
| Vitória | 24–8–1      | Nick Agallar          | TKO (socos)                                | UFC 45                                          | 21/11/2003 | 2     | 2:14  | Uncasville, Connecticut     |                                                                   |
| Derrota | 23–8–1      | Tatsuya Kawajiri      | Decisão (unânime)                          | Shooto in Yokohama Gymnasium                    | 10/08/2003 | 3     | 5:00  | Yokohama                    |                                                                   |
| Vitória | 23–7–1      | Eddie Ruiz            | Decisão (unânime)                          | UFC 43                                          | 06/06/2003 | 3     | 5:00  | Las Vegas, Nevada           |                                                                   |
| Vitória | 22–7–1      | Rich Clementi         | Finalização (mata leão)                    | UFC 41                                          | 28/02/2003 | 3     | 4:07  | Atlantic City, New Jersey   |                                                                   |
| Vitória | 21–7–1      | Kohei Yasumi          | KO (soco)                                  | HOOKnSHOOT: New Wind                            | 07/09/2002 | 1     | 1:20  | Evansville, Indiana         |                                                                   |
| Vitória | 20–7–1      | Joao Marcos Pierini   | TKO (lesão)                                | UFC 37.5                                        | 22/06/2002 | 1     | 1:19  | Las Vegas, Nevada           |                                                                   |
| Derrota | 19–7–1      | Caol Uno              | Decisão (unânime)                          | UFC 37                                          | 10/05/2002 | 3     | 5:00  | Bossier City, Louisiana     |                                                                   |
| Vitória | 19–6–1      | Kultar Gill           | Finalização (chave de calcanhar)           | Shogun 1                                        | 15/12/2001 | 2     | 2:49  | Honolulu, Hawaii            |                                                                   |
| Derrota | 18–6–1      | Matt Serra            | Decisão (majoritária)                      | UFC 33                                          | 28/09/2001 | 3     | 5:00  | Las Vegas, Nevada           | Luta nos Meio Médios.                                             |
| Vitória | 18–5–1      | Aaron Riley           | Decisão (unânime)                          | HOOKnSHOOT: Showdown                            | 14/07/2001 | 3     | 5:00  | Evansville, Indiana         |                                                                   |
| Empate  | 17–5–1      | C.J. Fernandes        | Empate                                     | HOOKnSHOOT: Masters                             | 26/05/2001 | 3     | 5:00  | Evansville, Indiana         |                                                                   |
| Vitória | 17–5        | Jeff Lindsay          | KO (soco)                                  | Renegades Extreme Fighting                      | 23/03/2001 | 1     | 1:41  | Texas                       |                                                                   |
| Vitória | 16–5        | Bone Sayavonga        | Finalização (mata leão)                    | Renegades Extreme Fighting                      | 23/03/2001 | 1     | 1:04  | Texas                       |                                                                   |
| Derrota | 15–5        | Jeremy Williams       | Decisão (dividida)                         | King of the Cage 7: Wet and Wild                | 24/02/2001 | 3     | 5:00  | San Jacinto, California     |                                                                   |
| Vitória | 15–4        | David Harris          | Finalização (chave de braço)               | Bushido 1                                       | 18/01/2001 | 1     | 1:15  | Tempe, Arizona              |                                                                   |
| Vitória | 14–4        | Scott Bills           | TKO (socos)                                | HOOKnSHOOT: Fusion                              | 18/11/2000 | 1     | 4:31  | Evansville, Indiana         |                                                                   |
| Vitória | 13–4        | Danny Bennett         | Finalização (mata leão)                    | King of the Cage 5: Cage Wars                   | 16/09/2000 | 1     | 3:03  | San Jacinto, California     |                                                                   |
| Vitória | 12–4        | Pete Spratt           | Finalização (triângulo)                    | Renegades Extreme Fighting                      | 15/07/2000 | 1     |       | Texas                       |                                                                   |
| Vitória | 11–4        | Cedric Marks          | Finalização (chave de braço)               | Extreme Shootout                                | 15/07/2000 | 1     | 1:45  | Texas                       |                                                                   |
| Vitória | 10–4        | Andy Mockler          | TKO (socos)                                | HOOKnSHOOT: Meltdown                            | 10/06/2000 | 2     | 1:32  | Evansville, Indiana         |                                                                   |
| Derrota | 9–4         | Rumina Sato           | Finalização (mata leão)                    | SuperBrawl 17                                   | 15/04/2000 | 1     | 0:18  | Honolulu, Hawaii            |                                                                   |
| Vitória | 9–3         | Stacy Coughlin        | TKO (socos)                                | Armageddon 2                                    | 23/11/1999 | 1     | 2:00  | Houston, Texas              |                                                                   |
| Vitória | 8–3         | Aaron Riley           | Decisão (unânime)                          | HOOKnSHOOT: Texas Heat                          | 02/10/1999 | 1     | 20:00 | Texas                       |                                                                   |
| Vitória | 7–3         | Shannon Ritch         | Finalização (mata leão)                    | Armageddon 1                                    | 23/08/1999 | 1     | 2:39  | Houston, Texas              |                                                                   |
| Derrota | 6–3         | Nate Marquardt        | Finalização (chave de calcanhar)           | Bas Rutten Invitational 4                       | 14/08/1999 | 1     | 3:04  | Estados Unidos              |                                                                   |
| Vitória | 6–2         | Anthony Holiday       | Finalização (joelhadas)                    | Extreme Shootout                                | 25/06/1999 | 1     | 1:08  | McAllen, Texas              |                                                                   |
| Vitória | 5–2         | Thomas Denny          | Finalização (verbal)                       | West Coast NHB Championships 2                  | 28/02/1999 | 1     | 3:09  | Los Angeles, California     |                                                                   |
| Vitória | 4–2         | Louie Cercedez        | TKO (corte)                                | West Coast NHB Championships 1                  | 08/12/1998 | 1     | 3:38  | Los Angeles, California     |                                                                   |
| Derrota | 3–2         | Fabiano Iha           | Finalização (chave de braço)               | Extreme Challenge 22                            | 21/11/1998 | 1     | 3:56  | West Valley City, Utah      |                                                                   |
| Vitória | 3–1         | Raphael Perlungher    | Finalização (mata leão)                    | Power Ring Warriors                             | 07/11/1998 | 1     | 3:25  | Humble, Texas               |                                                                   |
| Vitória | 2–1         | Tim Horton            | TKO (socos)                                | World Shoot Wrestling                           | 12/06/1998 | 1     | 9:15  | Pasadena, Texas             |                                                                   |
| Derrota | 1–1         | Joe Hurley            | Decisão (unânime)                          | World Pankration Championships 2                | 16/01/1998 | 1     | 15:00 | Dallas, Texas               |                                                                   |
| Vitória | 1–0         | Todd Justice          | Finalização (mata leão)                    | World Pankration Championships 1                | 26/10/1997 | 1     | 5:46  | Texas                       |                                                                   |